# Бомбардировка Дворца независимости Южного Вьетнама (1962)
Бомбардировка Дворца независимости Республики Вьетнам (Южный Вьетнам) в Сайгоне — воздушная атака 27 февраля 1962 года, которую совершили два летчика южно-вьетнамских ВВС, второй лейтенант Нгуен Ван Кы и первый лейтенант Фам Фу Куок. Целью лётчиков был Дворец независимости, официальная резиденция президента Республики Вьетнам. Они намеревались убить президента Нго Динь Зьема и его ближайших родственников, которые выступали в качестве его политических советников.
Лётчики позже заявили, что их покушение было ответом на авторитарный режим Зьема, в котором он сосредоточился больше на сохранении у власти, чем на борьбе с Вьетконгом, марксистско-ленинской партизанской армией, которая угрожала свергнуть южновьетнамское правительство. Кы и Куок выразили надежду, что авиаудар подвергнет сомнению неуязвимость Зьема и вызовет всеобщее восстание, но эти надежды не оправдались. Одна бомба попала в комнату в западном крыле, где Зьем в это время читал, но она не взорвалась, что привело к утверждению президента о том, что он имеет «божественную защиту». За исключением свояченицы Зьема мадам Нго Динь Ню, которая отделалась лёгкими травмами, семья Нго не пострадали, однако трое из дворцовой прислуги погибли и ещё 30 человек получили ранения. После этого Кы удалось бежать в Камбоджу, но Куок был арестован и заключён в тюрьму.
После авиаудара Зьем стал враждебным по отношению к американскому присутствию в Республике Вьетнам. Зьем утверждал, что американские СМИ стремятся привести к его падению, и ввёл новые ограничения на свободу прессы и политических объединений. СМИ предположили, что Соединённые Штаты будут использовать инцидент, чтобы оправдать развёртывание боевых частей в Республике Вьетнам, хотя в этом конкретном случае США остались осторожными. Внутри страны инцидент, как сообщается, ускорил заговор против Зьема и его офицеров.